# Natura 2000

Logo programu Natura 2000

Natura 2000 – program sieci obszarów objętych ochroną przyrody na terytorium Unii Europejskiej. Celem programu jest zachowanie określonych typów siedlisk przyrodniczych oraz gatunków, które uważane są za cenne i zagrożone w skali całej Europy. Wspólne działanie na rzecz zachowania dziedzictwa przyrodniczego Europy w oparciu o jednolite prawo ma na celu optymalizację kosztów i spotęgowanie korzystnych dla środowiska efektów.
Podstawą programu Natura 2000 są dwie unijne dyrektywy – dyrektywa ptasia, przyjęta w 1979, a następnie zastąpiona dyrektywą z 2009 oraz dyrektywa siedliskowa (habitatowa) z 1992. Cała sieć Natura 2000 liczy ponad 26400 obszarów zajmujących ponad 318 tys. km² powierzchni morskiej i ponad 788 tys. km² powierzchni lądowej, co stanowi 18% powierzchni krajów Unii Europejskiej.

## Zasady wyznaczania

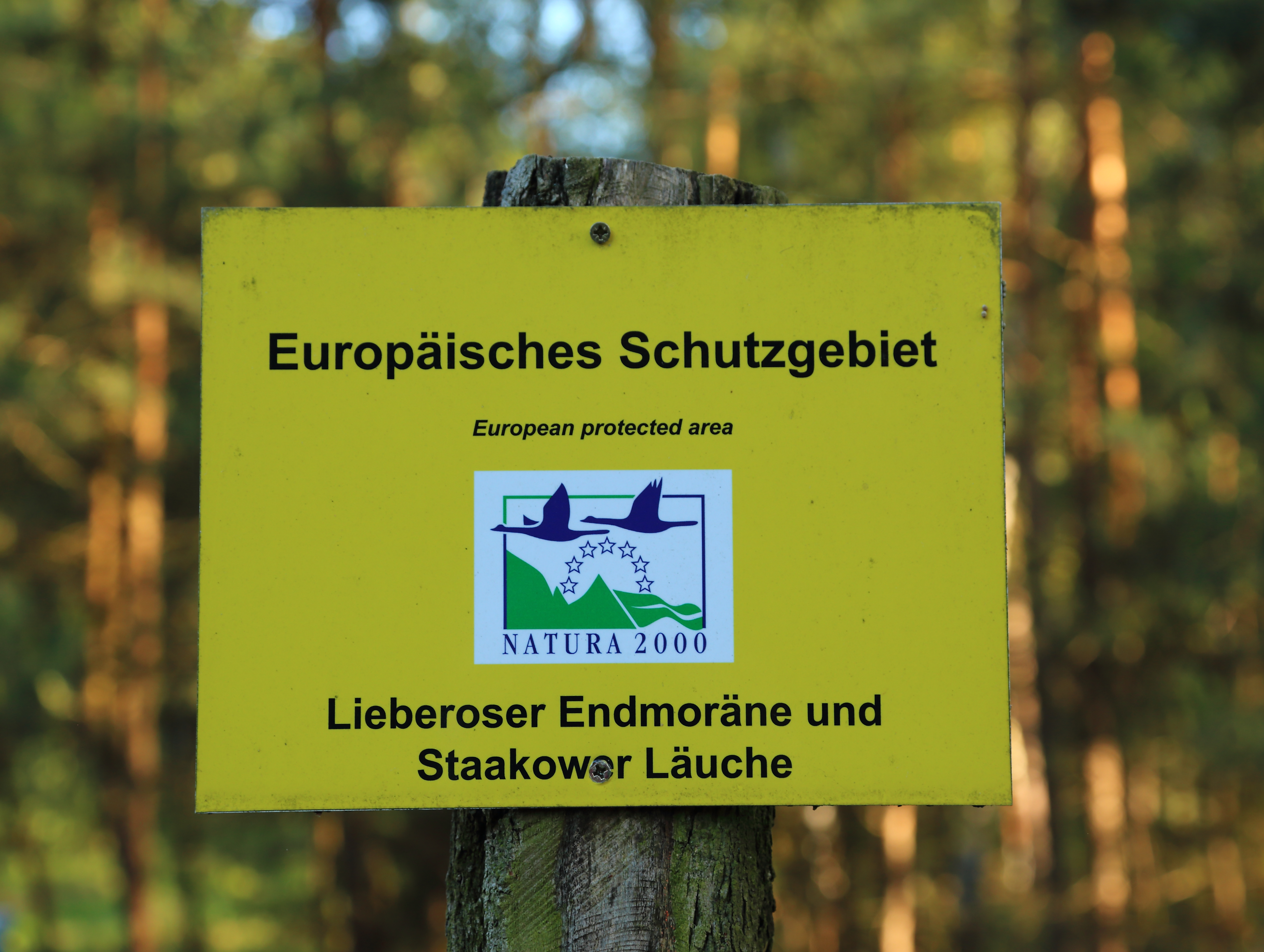
Tabliczka informacyjna o specjalnym obszarze ochrony siedlisk Lieberoser Endmoräne und Staakower Läuche (Niemcy)

W ramach programu wyznaczone zostają tzw. obszary specjalnej ochrony ptaków (OSO, z ang. Special Protection Areas, SPA) oraz specjalne obszary ochrony siedlisk (SOO, z ang. Special Areas of Conservation, SAC), na których obowiązują ochronne regulacje prawne. Obszary są wyznaczane niezależnie od siebie, mogą więc ze sobą sąsiadować oraz przenikać.
Obszary specjalnej ochrony ptaków są wyznaczane samodzielnie przez każde państwo. W celu dodania terenu jako obszar specjalnej ochrony ptaków, udowodnione być musi występowanie gatunków ptaków zawartych w tzw. dyrektywie ptasiej w załączniku 1. bądź wykorzystanie go jako miejsce zimowiska lub postoju podczas wędrówek. Komisja Europejska kontroluje zgodność wyznaczonych obszarów z siecią tzw. IBA. W praktyce każdy obszar spełniający naukowe kryteria IBA musi być wyznaczony jako obszar specjalnej ochrony ptaków.
W zakresie specjalnych obszarów ochrony siedlisk, każde państwo członkowskie musi opracować i przedstawić Komisji Europejskiej listę leżących na jego terytorium obszarów najcenniejszych pod względem przyrodniczym, odpowiadających gatunkowo i siedliskowo wymogom zawartym w dyrektywie siedliskowej. Po przedłożeniu listy, następuje proces ewaluacji i selekcji obszarów na poziomie europejskim. Kluczowym elementem tej procedury jest Seminarium Biogeograficzne na którym ocenia się kompletność sieci dla każdego z gatunków i siedlisk będących przedmiotami ochrony, a występujących w danym państwie. Następnie Komisja Europejska zatwierdza w trybie decyzji obszary pod nazwą obszar mający znaczenie dla Wspólnoty (Site of Community Importance, SCI) i od tej chwili obowiązują wszystkie przepisy ochronne. Państwo członkowskie ma następnie obowiązek w ciągu 6 lat wyznaczyć obszary krajowym aktem prawnym, co do listy, granic i przedmiotów ochrony obszarów akt ten musi być tożsamy z decyzją Komisji.

## Zasady funkcjonowania
Obszary Natura 2000 są obszarami ochrony określonych typów siedlisk przyrodniczych oraz gatunków, tj. tylko te gatunki i siedliska są przedmiotami ochrony. Funkcjonowanie obszaru opiera się na trzech kluczowych obowiązkach.

### Obowiązek oceny
Każdy plan lub przedsięwzięcie, które potencjalnie mogłoby wpływać na obszar Natura 2000, musi być – przed zezwoleniem na nie – ocenione pod kątem tego wpływu. Nie można zezwolić na realizację przedsięwzięcia, którego wpływ na obszar Natura 2000 byłby znacząco negatywny. Obowiązuje przy tym zasada ostrożności – wszystkie racjonalne wątpliwości muszą być interpretowane na korzyść ochrony obszaru, a przeciwko przedsięwzięciu, tj. do zezwolenia na przedsięwzięcie konieczne jest uzyskanie pewności, że znaczący negatywny wpływ jest wykluczony. Wyjątkowo, mimo znaczącego negatywnego wpływu przedsięwzięcia na obszar, można na nie zezwolić jeśli jego realizacja wynika z koniecznych przyczyn nadrzędnego interesu publicznego, nie ma możliwości zastosowania rozwiązań alternatywnych oraz zostanie zagwarantowana kompensacja przyrodnicza. Konieczne jest także poinformowanie Komisji Europejskiej o wydaniu zgody (w przypadku oddziaływania na siedliska lub gatunki priorytetowe może być wymagana uprzednia opinia Komisji). Powyższe kwestie reguluje art. 6 ust. 3 i 4 dyrektywy siedliskowej.

### Obowiązek zapobiegania wszelkim pogorszeniom
Organ sprawujący nadzór nad obszarem Natura 2000 zobowiązany jest zapobiec wszelkim pogorszeniom stanu siedlisk i znaczącemu niepokojeniu gatunków, będących w danym obszarze przedmiotami ochrony. Dotyczy to także zapobieganiu pogorszeniom spowodowanym przez czynniki naturalne, albo pogorszeniom w wyniku legalnej, niewymagającej szczególnych zezwoleń działalności człowieka. Obowiązek ten wywodzi się z art. 6 ust. 2 dyrektywy siedliskowej.

### Obowiązek proaktywnej ochrony
Należy wprowadzić specjalne środki ochronne (np. regulacje prawne, systemy umów, działania ochrony czynnej, ustanawianie i wdrażanie odpowiednich planów), gwarantujące docelowo zachowanie przedmiotów ochrony we właściwym stanie ochrony. Obowiązek ten dla obszarów siedliskowych wywodzi się z art. 6 ust. 1 dyrektywy siedliskowej, a dla obszarów ptasich – z art. 4 dyrektywy ptasiej.
W Polsce obowiązek oceny jest realizowany w formie postępowania administracyjnego; organem właściwym do orzekania o możliwości wystąpienia znaczącego negatywnego wpływu przedsięwzięcia na obszar, i tym samym de facto do rozstrzygania o możliwości realizacji przedsięwzięcia, jest Regionalny Dyrektor Ochrony Środowiska.
Obowiązek zapobiegania pogorszeniom jest realizowany przez bieżące działania organów administracji i organów ochrony przyrody, w szczególności organów sprawujących nadzór nad danym obszarem.
Dla wykonania obowiązku zapobiegania pogorszeniom i obowiązku proaktywnej ochrony przewiduje się sporządzanie i ustanawianie, dla każdego obszaru Natura 2000, co najmniej raz na 10 lat tzw. planu zadań ochronnych. W razie potrzeby, dla obszaru lub jego części, może być też sporządzany i ustanawiany na 20 lat plan ochrony.

## Natura 2000 w Polsce

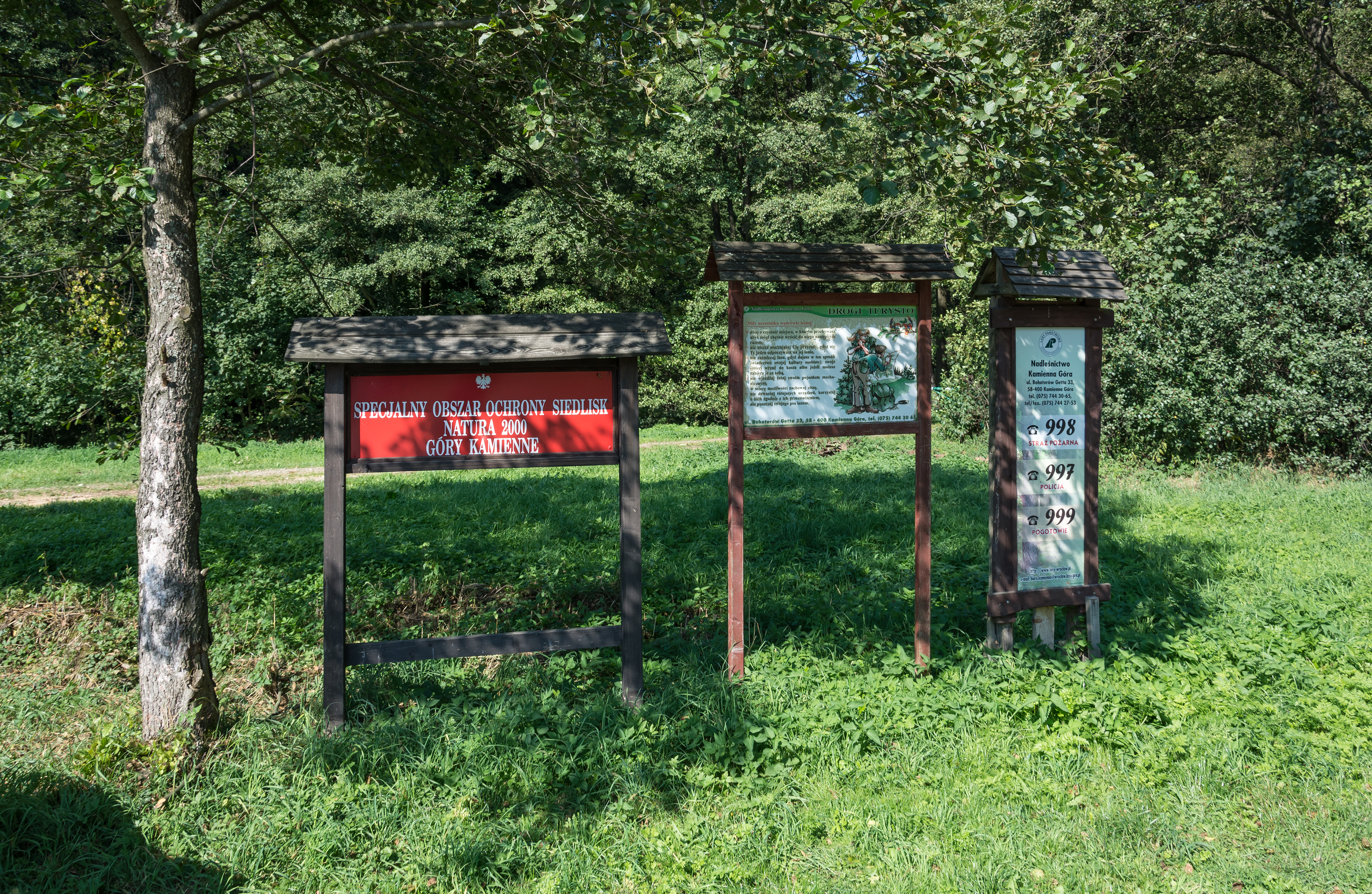
Tablica informacyjna w Górach Kamiennych

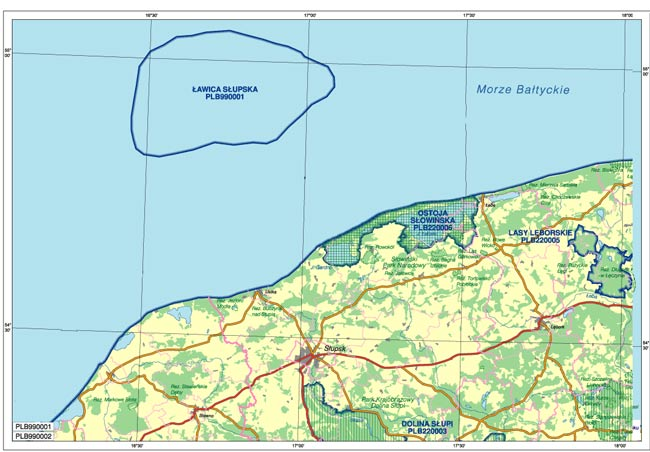
Ławica Słupska jako przykład terenu Natura 2000 w Polsce

Polska zobowiązała się do wyznaczenia na swoim terytorium sieci Natura 2000 w Traktacie ateńskim z 16 kwietnia 2003, stanowiącym podstawę prawną przystąpienia Polski i dziewięciu innych krajów europejskich do Unii Europejskiej. Przepisy unijne stanowiące podstawę dla tworzenia sieci Natura 2000 zostały wprowadzone do polskiego prawa wraz z wejściem w życie ustawy z dnia 16 kwietnia 2004 r. o ochronie przyrody.
Przygotowania do wprowadzenia sieci Natura 2000 w Polsce rozpoczęły się już w końcu lat 90. Sporządzone zostały wówczas wstępne analizy zasobów siedlisk i gatunków wymagających ochrony w sieci. Prowadzone były także negocjacje na temat uzupełnienia przepisów unijnych o siedliska i gatunki wymagające ochrony w Polsce, a nieobecne w krajach starej UE i w konsekwencji też nie objęte ochroną ówczesnego prawa unijnego. W działaniach tych uczestniczyli przede wszystkim naukowcy z Instytutu Ochrony Przyrody PAN z Krakowa i urzędnicy Ministerstwa Środowiska.
Eksperci z Centrum Informacji o Środowisku UNEP/GRID i Instytutu Ochrony Przyrody w Krakowie opracowali w 2001 r. „Koncepcję sieci Natura 2000 w Polsce”. Dokument ten zawierał wstępną identyfikację i opisy obszarów, wykazy siedlisk i gatunków oraz form ochrony na obszarach proponowanych do sieci, także mapy przedstawiające umiejscowienie tych obszarów. W propozycji tej ostoje zajmowały 13,5% powierzchni kraju.
W latach 2002–2003 koncepcja sieci Natura 2000 w Polsce rozwijana była przez Narodową Fundację Ochrony Środowiska współdziałającą z Instytutem Ochrony Przyrody PAN w Krakowie oraz Zakładem Ornitologii PAN w Gdańsku i Centrum GRID – Warszawa. Naukowcy z tych ośrodków otrzymywali dane od Wojewódzkich Zespołów Realizacyjnych, to jest grup specjalistów, głównie przyrodników powołanych przez wojewodów do tworzenia koncepcji sieci w poszczególnych województwach. Dane te były zestawiane w formularzach (tzw. Standardowych Formularzach Danych) wymaganych przez Komisję Europejską. W trakcie tworzenia koncepcji sieci nie została przeprowadzona powszechna inwentaryzacja siedlisk i gatunków chronionych, a wszelkie prace oparte były na materiałach publikowanych, dokumentacjach i wiedzy przyrodników współpracujących z wymienionymi organami.
W 2004 przeprowadzone zostały pośpieszne konsultacje społeczne, w trakcie których samorządy powszechnie wyraziły sprzeciw dla przedstawionych propozycji. Przygotowana koncepcja sieci obszarów chronionych została okrojona także po interwencji Departamentu Wodnego MŚ oraz Dyrekcji Generalnej Lasów Państwowych. W efekcie w maju 2004 rząd polski przekazał Komisji Europejskiej skromną w stosunku do projektu wyjściowego koncepcję sieci obszarów siedliskowych Natura 2000, a w lipcu 2004 ukazało się rozporządzenie wyznaczające ostoje ptasie z podobnie okrojonym zestawieniem obszarów.
Ograniczenie sieci Natura 2000 spowodowało niezadowolenie środowisk eksperckich i organizacji pozarządowych zaangażowanych wcześniej w jej tworzenie. Efektem tego była publikacja w grudniu 2004 tzw. listy cieni (Shadow List) obszarów Natura 2000. Opracowanie to zawierało krytyczny przegląd zatwierdzonego projektu oraz propozycje uzupełnienia sieci Natura 2000 adekwatnie do kryteriów unijnych.
Komisja Europejska wystosowała do polskiego rządu ostrzeżenie w związku z niedostatecznym poziomem wdrożenia programu Natura 2000. Wobec braku zdecydowanych działań naprawczych w kwietniu 2006 roku rozpoczęła „procedurę naruszeniową” przeciwko Polsce.
W grudniu 2006 przesłano Polsce tzw. uzasadnioną opinię, co było ostatnim ostrzeżeniem przed wszczęciem procesu przed Europejskim Trybunałem Sprawiedliwości. Ponieważ i to nie dało oczekiwanych efektów w grudniu 2007 Komisja wniosła do Europejskiego Trybunału Sprawiedliwości skargę o niewystarczające wyznaczenie obszarów specjalnej ochrony ptaków przez Polskę.
Stanowisko Komisji Europejskiej spowodowało, że sieć Natura 2000 była sukcesywnie uzupełniana w kolejnych latach. Równocześnie także w miarę gromadzenia nowych danych dopracowywana była też Shadow List.
Do końca 2008 rząd Polski wyznaczył w drodze rozporządzenia 141 obszarów specjalnej ochrony ptaków oraz wysłał do Komisji Europejskiej 364 propozycje specjalnych obszarów ochrony siedlisk (stan na 2008). Komisja Europejska decyzjami z listopada 2007, stycznia 2008 i grudnia 2008 zatwierdziła te obszary jako obszary mające znaczenie dla Wspólnoty, w wyniku czego stały się one „pełnoprawnymi” obszarami Natura 2000.
W 2008 podjęte zostały prace nad kolejnym rozszerzeniem sieci specjalnych obszarów ochrony siedlisk. We wszystkich województwach powołano Wojewódzkie Zespoły Specjalistyczne, złożone z ekspertów, które opracowały projekt rozszerzenia sieci. 30 października 2009 Generalny Dyrektor Ochrony Środowiska przesłał do Komisji Europejskiej listę 466 nowych obszarów. W rezultacie siedliskowa część sieci wzrosła do 823 obszarów pokrywających ok. 11% powierzchni Polski. Minister uważał, że sieć jest już zamknięta, podczas gdy organizacje pozarządowe uważają, że trzeba jeszcze do niej dodać ok. 40-50 obszarów.
W dniach 24–25 marca 2010 odbyło się Bilateralne Seminarium Biogeograficzne weryfikujące kompletność sieci specjalnych obszarów ochrony siedlisk w Polsce, wykazując wciąż istniejące braki. 18 maja 2010 organizacje pozarządowe, na podstawie wyników Seminarium, ogłosiły aktualizację „Shadow List” zawierającą 33 obszary niezbędne jeszcze do utworzenia i 22 obszary, których granice powinny być powiększone.
W kwietniu 2012 do sieci włączono 3 nowe obszary Natura 2000 oraz powiększono 4 już istniejące, co było związane z koniecznością wykonania kompensacji przyrodniczej za zniszczenia powstałe w wyniku budowy drogi ekspresowej S3 na odcinku Szczecin (Klucz) – węzeł Gorzów Północ.
W październiku 2012 Polska przekazała do KE kolejną listę obszarów uzupełniających sieć w Polsce. Zaproponowano wówczas 22 nowe obszary, a także powiększono kilkanaście istniejących. Dodatkowo wprowadzono zmiany w 24 obszarach, dla których zmiany granic (zarówno powiększenia, jak i pomniejszenia) wynikały z prac nad planami zadań ochronnych, dostosowania ich do przebiegu granic rezerwatów przyrody oraz parków narodowych, doprecyzowania do podziału ewidencyjnego i granic wydzieleń leśnych oraz korekt błędów rysowniczych. Zlikwidowano także 3 obszary, które zostały włączone w granice powiększanych obszarów. 
W kolejnych latach wprowadzano szereg zmian w sieci Natura 2000 w Polsce, przede wszystkim dotyczyły one przebiegu granic poszczególnych obszarów. Proponowano także nowe obszary. W grudniu 2019 r. Rada Ministrów zgodziła się na zaproponowanie jednego nowego obszaru: Dziki Ostrów, a w styczniu 2021 r. na 14 nowych obszarów. Kolejne 3 obszary Polska zaproponowała w styczniu 2022, a w styczniu 2023 ostatni jak na razie obszar: Murawy w Mielniku.
Aktualnie sieć Natura 2000 w Polsce zajmuje ok. 20% powierzchni lądowej kraju. W jej skład wchodzi: 867 obszarów mających znaczenie dla Wspólnoty/specjalnych obszarów ochrony siedlisk (dodatkowo 1 obszar zaproponowany w 2023 r., czekający na zatwierdzenie przez Komisji Europejskiej) oraz 145 obszarów specjalnej ochrony ptaków.